# French Championships de 1960 - Duplas mistas
A competição de tenis Roland-Garros de 1960 - Duplas mista foi realizada entre os dias 17 a 30 de maio de 1960 na capital da França, Paris. 

## Vencedores
| Categoria    | Vencedore(s)                | Vencedore(s)       | Resultados    | Finalista(s)                 | Finalista(s)            |
| ------------ | --------------------------- | ------------------ | ------------- | ---------------------------- | ----------------------- |
| Duplas mista | Maria Esther Bueno Bob Howe | Brasil · Austrália | 1-6, 6-1, 6-2 | Ann Haydon Jones Roy Emerson | Reino Unido · Austrália |